# Полуводный хомяк
Полуводный хомяк (лат. Amphinectomys savamis) — вид грызунов из перуанской Амазонки. Этот вид — единственный представитель рода Amphinectomys в трибе Oryzomyini семейства Cricetidae. 

## Этимология
Название рода происходит от сочетания греческого слова αμφι-, в значении «сомнительный» или «неопределенный», и от термина Nectomys, рода полуводных грызунов, к которому близка эта форма. Видовой эпитет savamis  является аббревиатурой, полученной из сочетания инициалов коллег первооткрывателя, то есть s- — Соколов, -av- — Анискин В., -am- — А. Милишников и -is — Исаев С.

## Описание
Был описан по единственному экземпляру, пойманному в 1991 году на реке Укаяли в районе Лорето на севере Перу. Место обнаружения находилось в тропическом лесу на берегу реки.
Этот вид похож на представителей Nectomys, но его первооткрыватели посчитали, что он достаточно отличается (с более обширной межпальцевой перепонкой и значительно более широкой межглазничной областью), чтобы претендовать на свой собственный род. Когда в 1994 год он был описан как новый вид и род, знания об изменчивости внутри Nectomys были гораздо более ограниченными, чем сейчас, и было предложено пересмотреть статус таксона с учётом этой новой информации. 
Длина животного составляла 19 см, длина хвоста — 21 см, вес — 214 г. Мех спины был коричневатым, а на брюшке — серым. Кариотип вида, 2n = 52, попадает в известный диапазон изменчивости кариотипа у Nectomys (2n = 38—59).
Об образе жизни ничего не известно. Считается, что полуводный хомяк отлично плавает. Как и плавающие хомяки, они могут питаться насекомыми, мелкой рыбой и растениями.